# Klebahniella
Klebahniella es un género monotípico de algas, perteneciente a  la familia Chaetophoraceae. Tiene una sola especie:  K. elegans.